# Donnchad mac Domnail
Donnchad mac Domnail mac Gilla Pátraic  (mort en 1089) est roi d'Osraige de la lignée des Mac Giolla Phádraig qui règne  1087 à 1089.

## Règne
Donnchad mac Domnail succède à son père Domnall mac Gilla Pátraic mort en 1087. La durée de son règne très bref n'est pas mentionnée dans la liste « Reges Ossairge » du Livre de Leinster. Selon les Annales d'Ulster, il meurt assassiné dès 1089 par son « propre peuple ». Les Annales des quatre maîtres désignent nommément le meurtriers « Donnchad petit-fils de Gilla Pátraic (c'est-à-dire fils de Domnall) est tué par les petits-fils de Domhnall Breac ».
La Liste Royale indique qu'il a comme successeur Gilla Pátraic Rúad (c'est-à-dire : le Rouge), présenté comme son frère par la « Loca Patriciana : Part XII » mais à dont l'origine familiale précise reste indéterminée

## Postérité
Il serait le père de 
- ? Donnchad Dub mort vers 1123 [7]
- Domnall Leth rí tué par Goll Gabráin [8] en 1113 [9]
- Un fils anonyme Rigdama mort en 1119[10]

## Sources
- (en) T.W Moody, F.X. Martin et F.J. Byrne, A New History of Ireland IX Maps, Genealogies, Lists. A companion to Irish History part II, Oxford, Oxford University Press, 2011, 690 p. (ISBN 978-0-19-959306-4).
- Stokvis, Anthony Marinus Hendrik Johan, préface de H. F. Wijnman, Manuel d'histoire, de généalogie et de chronologie de tous les États du globe, depuis les temps les plus reculés jusqu'à nos jours, Israël, 1966, p. 272 Table n°28a Généalogie des rois d'Ossory
- (en) J.F. Shearman, « Loca Patriciana: Part XII. The Early Kings of Ossory: The Seven Kings of Cashel Usurpers in Ossory: The Kings of the Silmaelodra-Of the Clan Maelaithgen - Maelduin Mac Cumiscagh-Cearbhall Mac Dungal: The Anglo-Norman Invasion of OssoryMartin the Elder, a Patrician Missionary in Ossory: His Churches », The Journal of the Royal Historical and Archaeological Association of Ireland, vol. 4 no 33/34,‎ 1878, p. 336-408 (JSTOR 25506726) Consulté le 23 mars 2021